# Тумин
Туми́н — село в Україні, у Затурцівській сільській громаді Володимирського району Волинської області. Населення становить 350 осіб. Пам'яткою дерев'яної архітектури є Свято-Миколаївський храм, побудований 1894 року.

## Географія
Село розташоване на лівому березі річки Турії.

## Історія
Перша згадка про село належить до 1545 р., коли за ревізією володимирського замку Тумин перейшов від шляхтичів Губинських до князя Сангушко-Кошерського. За поборовими реєстрами Володимирського повіту 1557 р. і 1583 р. село належало до локачинського замку князів Сангушко-Кошерських. У XVIII ст. село належало василіанському монастирю у Володимирі. Наприкінці ХІХ ст. у Тумині було 60 домів, 420 жителів і дерев'яна церква..
Під час другої світової війни мешканець села Олексій Мельничук надавав допомогу євреям, за що Інститут Яд Вашем у 1993 році удостоїв його звання Праведника народів світу.
До 20 червня 2018 року була центром Війницької сільської ради.
З 20 червня 2018 року у складі Війницької сільської об'єднаної територіальної громади.
Після ліквідації Локачинського району 19 липня 2020 року село увійшло до Володимир-Волинського району.

## Населення
Згідно з переписом УРСР 1989 року чисельність наявного населення села становила 412 осіб, з яких 185 чоловіків та 227 жінок.
За переписом населення України 2001 року в селі мешкало 412 осіб.

### Мова
Розподіл населення за рідною мовою за даними перепису 2001 року:
| Мова       | Кількість | Відсоток |
| ---------- | --------- | -------- |
| українська | 417       | 99.52%   |
| російська  | 2         | 0.48%    |
| Усього     | 419       | 100%     |

## Відомі люди
Калішук Віктор Степанович (1866 — ?, після 1907) — селянський депутат II Державної думи Російської Імперії